# Коски, Илкка
Илькка Рикхард Коски (фин. Ilkka Rikhard Koski ; 10 июня 1928, Йювяскюля, Финляндия — 28 февраля 1993, Хельсинки, Финляндия) — финский боксёр, призёр Олимпийских игр.

## Биография
Родился 10 июня 1928 года в Йювяскюля. Семь раз (1951—1956 и 1958) становился чемпионом Финляндии. В 1952 году завоевал бронзовую медаль на Олимпийских играх в Хельсинки. В 1956 году принял участие в Олимпийских играх в Мельбурне, но не завоевал медалей. В 1958 году перешёл в профессионалы; в 1962 году был вынужден оставить бокс из-за серьёзной травмы.